# Kojšovská hoľa

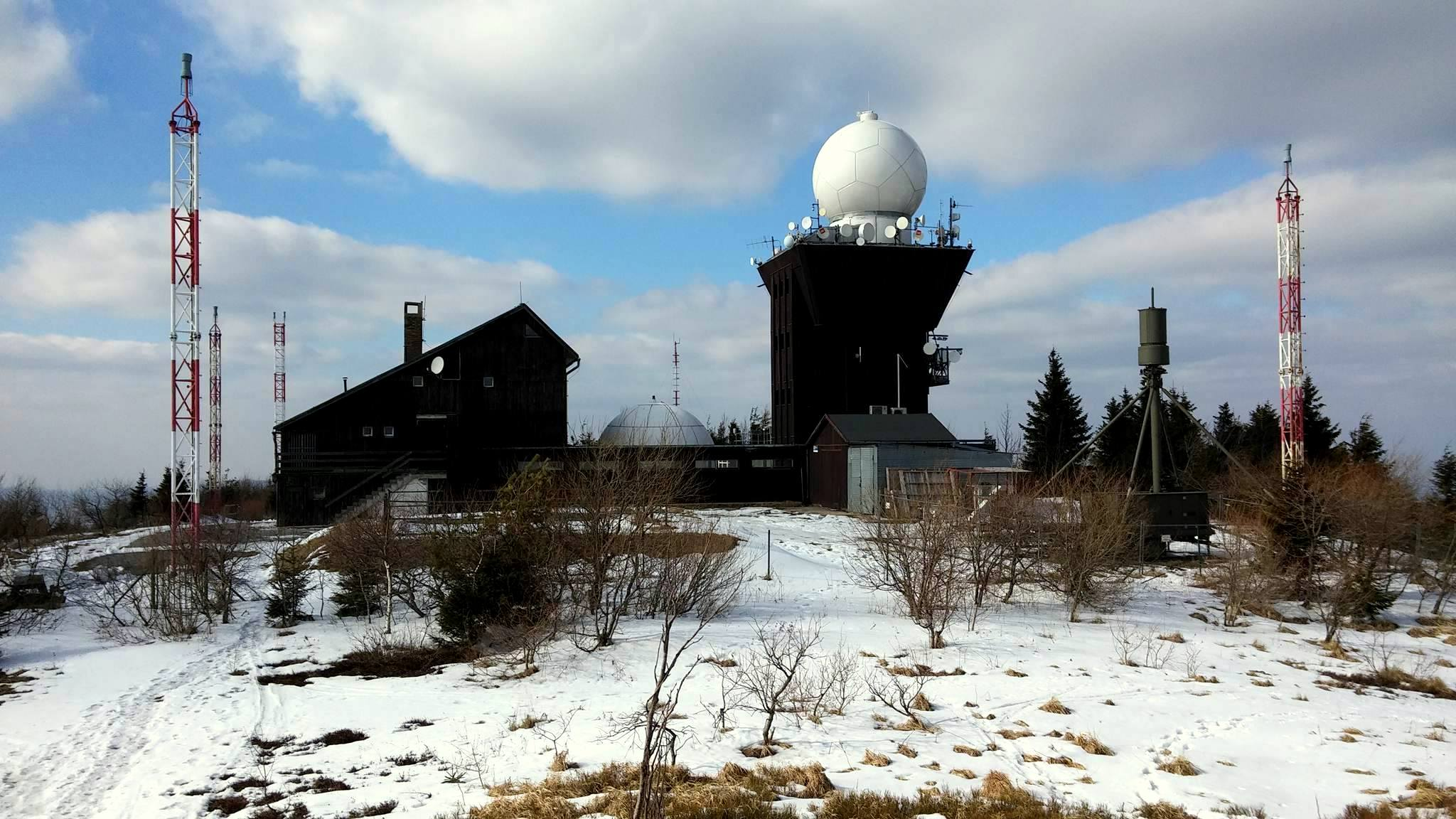
Zabudowania radarowej stacji meteorologicznej na szczycie

Kojšovská hoľa (niem. Koischdorfer Höhe, węg. Kojsói-tétő, pol. Kojszowska Hala; 1246 m n.p.m.) – szczyt w grupie Kojszowskiej Hali w Górach Wołowskich w Łańcuchu Rudaw Słowackich we wschodniej Słowacji. Jest najwyższym szczytem grupy, która od niego zyskała swoją nazwę oraz jednym z najwyższych i najbardziej charakterystycznych szczytów całych Rudaw Spiskich.

## Położenie
Szczyt leży ok. 16 km w linii prostej na zachód od Koszyc. Wznosi się w centralnej części grupy, ok. 1,2 km na północny wschód od głównego grzbietu Gór Wołowskich. Dominuje nad miejscowościami Zlatá Idka (pol. Złota Idka, od północy) oraz Kojšov (od południa).

## Geologia – morfologia
Charakterystyczna dla szczytu jest jego rozległa, dość płaska i bezleśna kopuła szczytowa, o kształcie wielkiego bochna wydłużonego w kierunku wschód – zachód. Od strony południowo-zachodniej łączy się ona płytkim siodłem ze wspomnianym głównym grzbietem Gór Wołowskich.
Poniżej kopuły szczytowej stoki góry są miernie rozczłonkowane dolinami potoków. Na zachodnich zboczach Kojszowskiej Hali znajdują się źródliska cieków wodnych, które spływają później na północ i które Perlový potok odprowadza następnie do Hnilca. Pozostałe stoki góry odwadnia Kojšovský potok, który ma swe źródła na wysokości ok. 1120 m n.p.m. na południowych stokach góry. Opływa on później masyw Kojszowskiej Hali od wschodu i przez miejscowość Kojšov spływa do Hnilca.

## Zagospodarowanie
Na szczycie znajduje się radarowa stacja meteorologiczna Słowackiego Instytutu Hydrometeorologicznego oraz kilka masztów przekaźników telekomunikacyjnych.

## Turystyka
Szczyt Kojszowej Hali jest licznie odwiedzany przez turystów, zwłaszcza dla rozległej, dookolnej panoramy. Masyw jest dostępny licznymi znakowanymi szlakami turystycznymi, zaś sam wierzchołek drogą wiodącą do stacji radarowej oraz żółtym  szlakiem wiodącym od hotelu turystycznego "Erika", znajdującego się na zachód od szczytu, na pn. stoku kopuły szczytowej Zlatoidskéj hory. Zimą południowe stoki masywu, opadające ku Złotej Idce, okupują narciarze, którzy korzystają z kolei krzesełkowej i kilku wyciągów orczykowych.